# Bornmuellerantha aucheri
Bornmuellerantha aucheri ist eine halbparasitäre Pflanzenart aus der Familie der Sommerwurzgewächse (Orobanchaceae). Sie ist eine von zwei Arten der Gattung Bornmuellerantha. Sie ist nahe verwandt mit der Gattung der Zahntroste (Odontites) und wird gelegentlich diesen zugerechnet.

## Beschreibung

### Vegetative Merkmale
Bornmuellerantha aucheri ist eine einjährige, aufrecht wachsende Pflanze, die Wuchshöhen von 8 bis 35 cm (selten bis 45 cm) erreicht. Sie ist unverzweigt oder nur wenig verzweigt und mit rauborstigen Trichomen besetzt. Der Stängel hat an der Basis einen Durchmesser von bis zu 2,3 mm. Der vegetative Teil der Pflanze besteht aus acht bis 16 Knoten, wovon von den oberen zwei bis zehn Knoten bis zu 15 cm lange Seitentriebe ausgehen können. Die Seitentriebe stehen in einem Winkel von 35 bis 60°.
Die Laubblätter sind linealisch oder linealisch-lanzettlich geformt, haben eine Länge von 12 bis 27 mm und eine Breite von 1 bis 2,6 mm. Sie sind ganzrandig und beidseitig dicht rauborstig behaart.

### Blütenstände und Blüten
Die traubigen Blütenstände bestehen aus acht bis vierzehn locker angeordneten Blüten und werden 2 bis 4 cm lang. Die Tragblätter sind laubblattartig-schuppig, schmal eiförmig-lanzettlich, ganzrandig und beidseitig dicht borstig behaart. Die unteren Tragblätter werden 5,5 bis 10 mm × 1,2 bis 1,5 mm groß. Die Hemmzone zwischen vegetativen Spross und Blütenstand besteht aus zwei bis acht Knoten. Zur Fruchtreife verlängert sich der Blütenstand der Hauptachse auf eine Länge von 15 cm, die Blütenstände der Seitentriebe verlängern sich auf 7 cm.
Die selbstbefruchtenden (autogamen) Blüten werden 7,5 bis 10,5 mm lang. Zu Beginn der Blütezeit hat der Kelch eine Länge von 6,2 bis 7,3 mm, an der Frucht ist er auf bis zu 8,5 mm verlängert. Die Kelchblätter sind zur Hälfte oder etwas weniger miteinander verwachsen, sie sind dichtborstig behaart und spärlich bis reichlich mit Stieldrüsen besetzt, deren Kopf ellipsoidisch geformt ist und aus maximal 60 Zellen besteht. Die Kelchzipfel sind schmal dreieckig. Die Krone ist gelb gefärbt, die etwa 5,5 bis 7 mm lange Kronröhre ist unbehaart. Ober- und Unterlippe sind mit etwa 1 mm langen, nichtdrüsigen Trichomen besetzt. Die Oberlippe ist mit 2 bis 3,2 mm etwa gleich lang wie die Unterlippe und tief ausgerandet. Die Unterlippe ist bis fast zur Basis in drei Zipfel geteilt; der Mittelzipfel ist spatelförmig, etwa so lang wie breit, deutlich herzförmig ausgerandet und nach unten keilförmig verschmälert. Die beiden seitlichen Zipfel sind nur leicht kürzer, jedoch etwas breiter als lang und nur wenig ausgerandet.
Die vier Staubblätter stehen nicht oder nur wenig aus der Krone heraus und sind vollständig unbehaart. Das obere Paar hat eine Länge von 2,2 bis 2,5 mm, das untere Paar ist 2,7 bis 3,2 mm lang. Die Staubbeutel sind gelb oder hellbraun gefärbt, 1,2 bis 1,5 mm lang und sind gegenüber den Staubfäden um etwa 130° gedreht. Die Theken reißen über die gesamte Länge auf und weisen an keinem der Enden eine Stachelspitze auf. Die Pollenkörner haben eine Größe von 47,6 bis 52 µm. Der Fruchtknoten bildet in jedem der zwei Fruchtknotenfächer fünf oder sechs Samenanlagen aus, der Griffel wird bis 6 mm lang.

### Früchte und Samen
Die Früchte sind schmal verkehrt-eiförmige Kapseln, die nicht oder nur wenig ausgerandet sind. Sie werden 6 bis 9 mm lang und 2,5 bis 4,2 mm breit. Die Samen haben eine Größe von 1,4 bis 1,6 mm × 0,7 bis 0,9 mm.

### Chromosomenzahl
Die Chromosomenzahl beträgt 2n = 24.

## Vorkommen und Standorte
Die Art kommt in großen Teilen der Türkei vor, fehlt dort aber in den nördlichen und westlichen Teilen. Weiterhin ist sie in Armenien, dem Norden und Nordwesten Irans, Nordwest-Syrien und im Libanon zu finden.
Sie wächst an montan-subalpinen Standorten in Höhenlagen zwischen 850 und 3250 m auf felsigen Kalk- oder Schiefer-Hängen, flachgründigen, steinigen Weiden, Steppenrasen und in sonnigen Gebüschen.

## Botanische Geschichte und Systematik
Die Art wurde 1844 von Pierre Edmond Boissier als Odontites aucheri erstbeschrieben. 1943 wurde die Art von Werner Rothmaler in die neu beschriebene Gattung Bornmuellerantha verschoben. Diese Einordnung wurde 1996 von Markus Bolliger in seiner Monographie der Gattung Odontites bestätigt, er unterscheidet die Gattung vor allem durch die Morphologie der Pollen, der Trichome und der Blüte von den Zahntrosten. In dieser Monographie wählt Bolliger auch ein von Pierre Martin Rémi Aucher-Éloy gesammeltes Exemplar als Lektotypus. Durch die Beschreibung einer zweiten Art ist die Gattung Bornmuellerantha seit 2010 nicht mehr monotypisch.
Der Gattungsname leitet sich vom Namen des deutschen Botanikers Joseph Friedrich Nicolaus Bornmüller (1862 – 1948) sowie vom griechischen ἄνϑος (=Blüte) ab, das Artepitheton ehrt Pierre Martin Rémi Aucher-Éloy.